# Ribe Herred

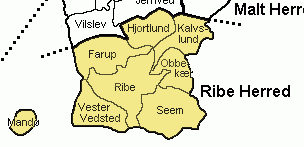
Ribe Herred

Ribe Herred was een herred in het voormalige Ribe Amt in Denemarken. Het werd gevormd in 1859, maar kreeg de huidige omvang in 1864. Het grootste deel van de herred hoorde voor 1864 tot het hertogdom Sleeswijk. Na de Tweede Duits-Deense Oorlog vond er een ruiling van gebieden plaats waarbij een deel van Sleeswijk Deens bleef, terwijl een ander, groter deel, Pruissisch werd. De Deense delen werden grotendeels bij Ribe gevoegd ter compensatie van onder meer de zogenaamde  Kongerigske enklaver die Duits werden en eerder deel van Ribe waren geweest.
De herred omvatte naast de stad Ribe oorspronkelijk zeven parochies.
- Farup
- Hjortlund
- Kalvslund
- Mandø
- Obbekær
- Sankt Katharina (niet op de kaart)
- Ribe Domsogn
- Seem
- Vester Vedsted